# Grand Prix automobile d'Alabama 2021
 (mars 2025).
 (avril 2021).
La mise en forme du texte ne suit pas les recommandations de Wikipédia : il faut le « wikifier ».
Les points d'amélioration suivants sont les cas les plus fréquents :
- Les titres sont pré-formatés par le logiciel. Ils ne sont ni en capitales, ni en gras.
- Le texte ne doit pas être écrit en capitales (les noms de famille non plus), ni en gras, ni en italique, ni en « petit »…
- Le gras n'est utilisé que pour surligner le titre de l'article dans l'introduction, une seule fois.
- L'italique est rarement utilisé : mots en langue étrangère, titres d'œuvres, noms de bateaux, etc.
- Les citations ne sont pas en italique mais en corps de texte normal. Elles sont entourées par des guillemets français : « et ».
- Les listes à puces sont à éviter, des paragraphes rédigés étant largement préférés. Les tableaux sont à réserver à la présentation de données structurées (résultats, etc.).
- Les appels de note de bas de page (petits chiffres en exposant, introduits par l'outil «  Source ») sont à placer entre la fin de phrase et le point final[comme ça].
- Les liens internes (vers d'autres articles de Wikipédia) sont à choisir avec parcimonie. Créez des liens vers des articles approfondissant le sujet. Les termes génériques sans rapport avec le sujet sont à éviter, ainsi que les répétitions de liens vers un même terme.
- Les liens externes sont à placer uniquement dans une section « Liens externes », à la fin de l'article. Ces liens sont à choisir avec parcimonie suivant les règles définies. Si un lien sert de source à l'article, son insertion dans le texte est à faire par les notes de bas de page.
- La présentation des références doit suivre les conventions bibliographiques. Il est recommandé d'utiliser les modèles {{Ouvrage}}, {{Chapitre}}, {{Article}}, {{Lien web}} et/ou {{Bibliographie}}. Le mode d'édition visuel peut mettre en forme automatiquement les références.
- Insérer une infobox (cadre d'informations à droite) n'est pas obligatoire pour parachever la mise en page.

Pour une aide détaillée, merci de consulter Aide:Wikification.
Si vous pensez que ces points ont été résolus, vous pouvez retirer ce bandeau et améliorer la mise en forme d'un autre article.
GP précédent GP suivant
Le Honda Grand Prix automobile d'Alabama 2021 (en anglais : Honda Indy Grand Prix Of Alabama) est un événement de l'IndyCar Series se déroulant le 18 avril 2021 sur le Barber Motorsports Park. La course se déroule sur 90 tours de circuit, soit 207 miles. Il s'agit de la première course de la saison 2021 d'IndyCar Series.

## Essais libres

### Première séance, le samedi de 17 h 00 à 17 h 45
| Pos. | Pilote          | Voiture             | Chrono          | Écart      | Nombre de tours |
| ---- | --------------- | ------------------- | --------------- | ---------- | --------------- |
| 1    | Álex Palou      | Chip Ganassi Racing | 1 min 06 s 4721 |            | 18              |
| 2    | Colton Herta    | Andretti Autosport  | 1 min 06 s 4897 | + 0 s 0176 | 16              |
| 3    | Josef Newgarden | Team Penske         | 1 min 06 s 4957 | + 0 s 0236 | 14              |
| 4    | Scott Dixon     | Chip Ganassi Racing | 1 min 06 s 5524 | + 0 s 0803 | 12              |
| 5    | Patricio O'Ward | Arrow McLaren SP    | 1 min 06 s 6281 | + 0 s 1560 | 11              |
| 6    | Alexander Rossi | Andretti Autosport  | 1 min 06 s 6307 | + 0 s 1586 | 14              |

### Deuxième séance, le samedi de 20 h 40 à 21 h 25
| Pos. | Pilote           | Voiture                                | Chrono          | Écart      | Nombre de tours |
| ---- | ---------------- | -------------------------------------- | --------------- | ---------- | --------------- |
| 1    | Alexander Rossi  | Andretti Autosport                     | 1 min 06 s 0797 |            | 18              |
| 2    | Marcus Ericsson  | Chip Ganassi Racing                    | 1 min 06 s 2190 | + 0 s 1393 | 18              |
| 3    | Scott Dixon      | Chip Ganassi Racing                    | 1 min 06 s 3018 | + 0 s 2221 | 17              |
| 4    | Álex Palou       | Chip Ganassi Racing                    | 1 min 06 s 3204 | + 0 s 2407 | 18              |
| 5    | Felix Rosenqvist | Arrow McLaren SP                       | 1 min 06 s 3948 | + 0 s 3151 | 14              |
| 6    | Ed Jones         | Dale Coyne Racing avec Vasser-Sullivan | 1 min 06 s 4747 | + 0 s 3950 | 16              |

## Qualifications

### Qualifications, premier tour, le samedi de 23 h 55 au dimanche à 0 h 05
| Pos. | Pilote           | Voiture                                | Chrono          | Écart      | Vitesse     |
| ---- | ---------------- | -------------------------------------- | --------------- | ---------- | ----------- |
| 1    | Álex Palou       | Chip Ganassi Racing                    | 1 min 05 s 9032 |            | 125.639 mph |
| 2    | Will Power       | Team Penske                            | 1 min 05 s 9191 | + 0 s 0159 | 125.609 mph |
| 3    | Josef Newgarden  | Team Penske                            | 1 min 06 s 3881 | + 0 s 4849 | 124.721 mph |
| 4    | Scott McLaughlin | Team Penske                            | 1 min 06 s 4552 | + 0 s 5520 | 124.595 mph |
| 5    | Marcus Ericsson  | Chip Ganassi Racing                    | 1 min 06 s 4992 | + 0 s 5960 | 124.513 mph |
| 6    | Jack Harvey      | Mayer Shank Racing                     | 1 min 06 s 5234 | + 0 s 6202 | 124.467 mph |
| 7    | Ed Jones         | Dale Coyne Racing avec Vasser-Sullivan | 1 min 06 s 5578 | + 0 s 6546 | 124.403 mph |
| 8    | Simon Pagenaud   | Team Penske                            | 1 min 06 s 6480 | + 0 s 7448 | 124.235 mph |
| 9    | Ryan Hunter-Reay | Andretti Autosport                     | 1 min 06 s 8512 | + 0 s 9480 | 123.857 mph |
| 10   | Takuma Satō      | Rahal Letterman Lanigan Racing         | 1 min 07 s 1026 | + 1 s 1994 | 123.393 mph |
| 11   | Jimmie Johnson   | Chip Ganassi Racing                    | 1 min 07 s 7092 | + 1 s 8060 | 122.288 mph |
| 12   | Dalton Kellett   | A. J. Foyt Enterprises                 | 1 min 07 s 8100 | + 1 s 9068 | 122.106 mph |